# مفارقة الموت الحراري
مفارقة الموت الحراري (بالإنجليزية: Heat death paradox)‏ أو مفارقة كلاوزيوس (بالإنجليزية: Clausius's paradox)‏ أو المفارقة الديناميكية الحرارية (بالإنجليزية: thermodynamic paradox)‏ هي مفارقة صيغت في عام 1862 من قبل لورد كلفن وهيرمان فون هيلمهولتز وويليام جون ماكورن رانكين وهي حجة اختزال الحلف تستخدم الديناميكا الحرارية لإظهار استحالة قدم العالم.
يتم توجيه هذا التناقض إلى حبل الإيمان السائد آنذاك في وجهة نظر كلاسيكية للكون الابدي حيث تفترض مادته على أنها أبدية وكانت دائمًا معروفة بالكون، وتُعد مفارقة كلاوزيوس هي أحد النماذج، كان من الضروري تعديل الأفكار الكونية الأساسية مما يعني تغيير النموذج، تم حل المفارقة عندما تم تغيير النموذج.
استندت المفارقة إلى وجهة النظر الميكانيكية الصارمة للقانون الثاني للديناميكا الحرارية التي افترضها رودولف كلاوزيوس والتي بموجبها لا يمكن نقل الحرارة إلا من الاجسام الأكثر دفئًا إلى الأجسام الأبرد، ويُلاحظ: إذا كان الكون أبديًا كما يدعي بشكل كلاسيكي فإنه يجب أن يكون بالفعل باردًا ومتساوي الخواص (أجسامه بنفس درجة الحرارة).
ينقل أي جسم ساخن الحرارة إلى محيطه الأكثر برودة حتى يصبح كل شيء في نفس درجة الحرارة، وبالنسبة لشيئين في نفس درجة الحرارة تتدفق الكثير من الحرارة من جسم واحد كما يتدفق من الجسم الآخر بينما لا يتغير التأثير الصافي. إذا كان الكون قديمًا إلى ما لا نهاية فلا بد من وجود وقتً كاف للنجوم لتبرد وتدفئ محيطها. لذلك يجب أن يكون في كل مكان بنفس درجة الحرارة ويجب ألا يكون هناك نجوم، أو يجب أن يكون كل شيء ساخنًا مثل النجوم.
نظرًا لوجود نجوم وأشياء أكثر برودة فإن الكون ليس في حالة توازن حراري لذا لا يمكن أن يكون قديمًا إلى ما لا نهاية.
لا تنشأ المفارقة في الانفجار العظيم ولا كونيات نظرية الحالة الثابتة الحديثة، في النموذج السابق يكون الكون أصغر من أن يصل إلى التوازن، ففي النموذج الأول بما في ذلك نظرية الحالة شبه المستقرة الأكثر دقة، يفترض أن الهيدروجين الكافي قد تم تجديده أو يتجدد باستمرار للسماح بمتوسط كثافة ثابت للنجوم، بينما يتباطأ استنفاد النجوم وانخفاض درجة الحرارة من خلال تكوين أو اندماج النجوم العظيمة التي تُشكَّل بين كتل وبعض درجات الحرارة المعينة بقايا سدم نجوم مستعرة عظيمة، مثل هذا التناسخ يؤجل الموت الحراري كما يفعل تمدد الكون.